# Nachtmahr (banda)
Nachtmahr é um projeto musical de Thomas Rainer (também conhecido por seus outros projetos: L'Âme Immortelle e o já cancelado Siechtum). O estilo musical de Nachtmahr é melhor caracterizado pelo techno industrial.

## História
Em setembro de 2007, Nachtmahr teve seu primeiro lançamento, "Kunst ist Krieg (i.e., Arte é guerra)". A música "BoomBoomBoom", ficou rapidamente popular em clubes de música industrial pelo mundo. A banda também criou a trilha sonora I Believe (In Blood) do filme Saw IV.
Em 2007, Nachtmahr seu primeiro álbum completo "Feuer frei". Assim como "Kunst Ist Krieg", ficou rapidamente popular em clubes de música industrial. TO single "Katharsis" junto de "BoomBoomBoom" virou um hit pelos clubes internacionais, e ajudou o álbum a ficar no top 10 Deutsche Alternative Charts (DAC) por mais de seis semanas. A revista alemã Orkus disse que "Feuer frei" era “o novo padrão para o gênero electro industrial”. De qualquer forma, o álbum foi criticado por ser muito repetitivo. Enquanto os críticos concordaram que era um ótimo álbum para danceterias, alguns sentiram que não era tão bom assim, apontando uma falta de variação e originalidade entre as músicas.
Ambos os álbuns "Alle Lust will Ewigkeit" e seu single Tanzdiktator atingiram o primeiro lugar na Deutsche Alternative Charts.

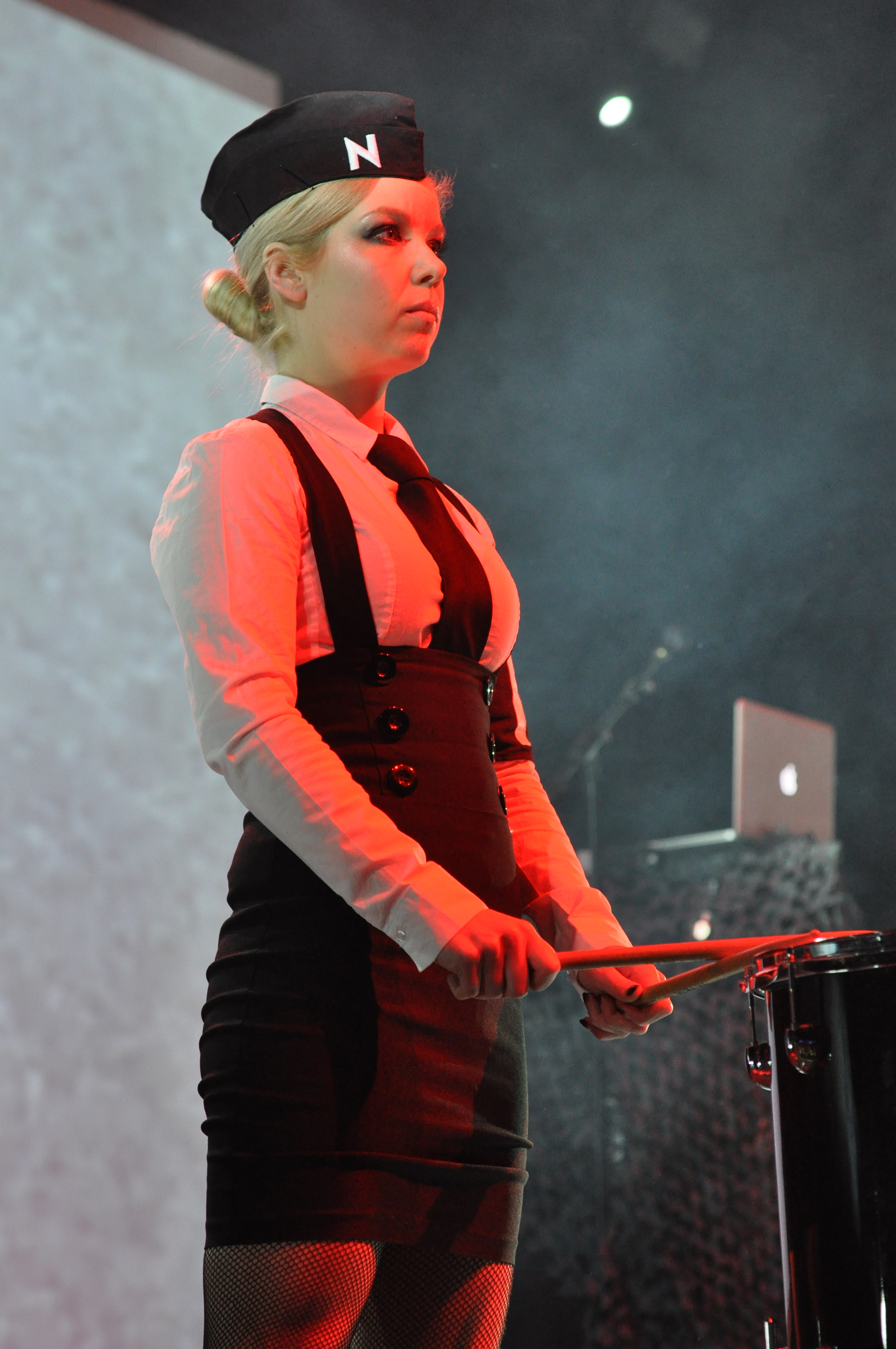
Mädchen In Uniform, parte do show do Nachtmahr no Festival E-tropolis de 2013

Em 2012, o terceiro álbum de Nachtmahr "Semper Fidelis" foi lançado, novamente, atingindo altas colocações na DAC.
Em 2011, Nachtmahr anunciou planos para expandir suas tours, apresentando-se na Austrália, Irlanda e no Reino Unido.

## Controvérsia
No Kinetik Festival 2012, Nachtmahr foi criticado pela banda de abertura Ad·ver·sary por "uso de tropas misóginas e racistas nas músicas e nos materiais de publicidade.". Nos últimos cinco minutos de seu set, Ad·ver·sary "exibiu uma apresentação multimídia falando ser contra a violência, o sexismo e o racismo de Nachtmahr (e de seu "companheiro de ideias" Combichrist), usando exemplos diretos de seus trabalhos para provar seu argumento." 

## Discografia

### Álbuns de estúdio
- Feuer Frei! (2008)
- Alle Lust Will Ewigkeit (2009)
- Semper Fidelis (2010)
- Veni Vidi Vici (2012)
- Feindbild (2014)

### Produção estendida
- Kunst Ist Krieg (2007)
- Katharsis (2008)
- Mädchen In Uniform (2010)
- Can You Feel The Beat? (2011)